# Groupe de NGC 6978
Le groupe de NGC 6978 comprend au moins huit galaxies situées dans la constellation du Verseau. La distance moyenne entre ce groupe et la Voie lactée est d'environ 84,3 Mpc (∼275 millions d'al). 

## Membres
Le tableau ci-dessous liste les huit galaxies du groupe décrit dans un article publié en 20151. Quatre de ces galaxies font partie du groupe compact de Hickson 88, soit NGC 6978, NGC 6977, NGC 6976 (NGC 6975 dans l'article) et PGC 65612 (MCG -01-53-14 dans l'artile. Les quatre autres membres sont trois galaxies naines et une elliptique que l'on ne voit pas sur l'image du groupe de Hickson. La vitesse radiale de la galaxie PGC 1040728 visible au nord de NGC 6976 est de 22 173 km/s. Il s'agit donc d'une lointaine galaxie qui n'appartient pas au groupe de NGC 6978 et que Paul Hickson n'a probablement pas observée.  
| Nom                                     | Classification | Type                  | α (J2000.0)     | δ (J2000.0)     | Vitesse radiale (km/s) | Magnitude apparente  | Distance (Mpc) | Dimension (kal) |
| --------------------------------------- | -------------- | --------------------- | --------------- | --------------- | ---------------------- | -------------------- | -------------- | --------------- |
| NGC 6978                                | Sb             | Spirale               | 20h 52m 35.435s | -05° 42′ 40.06″ | 5968 ± 2               | 13,3                 | 83,7 ± 5,9     | 173             |
| NGC 6977                                | SB(r)a pec?    | Spirale barrée        | 20h 52m 29.706s | -05° 44′ 45.97″ | 6128 ± 2               | 13,2                 | 86,0 ± 6,0     | 129             |
| NGC 6976 (NGC 6975)                     | SAB(r)bc?      | Spirale intermédiaire | 20h 52m 20.032s | -05° 46′ 20.29″ | 5995 ± 4               | 14,0                 | 84,1 ± 5,9     | 120             |
| MCG -01-53-014                          | Sc             | Spirale               | 20h 52m 12.769s | -05° 47′ 54.03″ | 6049 ± 3               | 14,638 ± 0,051 asinh | 84,9 ± 6,0     | 102             |
| SDSS J205223.18-054325.7 (LEDA 1041189) | d              | Naine                 | 20h 52m 23.184s | -05° 43′ 25.80″ | 5779 ± 23              | 16,510 ± 0,030 asinh | 80,9 ± 5,7     | 24              |
| SDSS J205224.43-054714.2 (LEDA 1040409) | d              | Naine                 | 20h 52m 24.431s | -05° 47′ 14.26″ | 6074 ± 7               | 16,944 asinh         | 85,2 ± 6,0     | 27              |
| 2MFGC 15822                             | Scd(f)         | Spirale               | 20h 54m 12.190s | -05° 11′ 31.63″ | 6134 ± 6               | 15,947 ± 0,014 asinh | 86,1 ± 6,0     | 53              |
| 2MASX J20493219-0626432 (LEDA 1032764)  | d              | Naine                 | 20h 49m 32.173s | -06° 26′ 42.71″ | 5966 ± 5               | 15,783 ± 0,010 asinh | 83,7 ± 5,9     | 33              |

Le site DeepskyLog permet de trouver aisément les constellations des galaxies mentionnées dans ce tableau ou si elles ne s'y trouvent pas, l'outil du site constellation permet de le faire à l'aide des coordonnées de la galaxie. Sauf indication contraire, les données proviennent du site NASA/IPAC.